# Lew Alexandrowitsch Naryschkin (1733–1799)

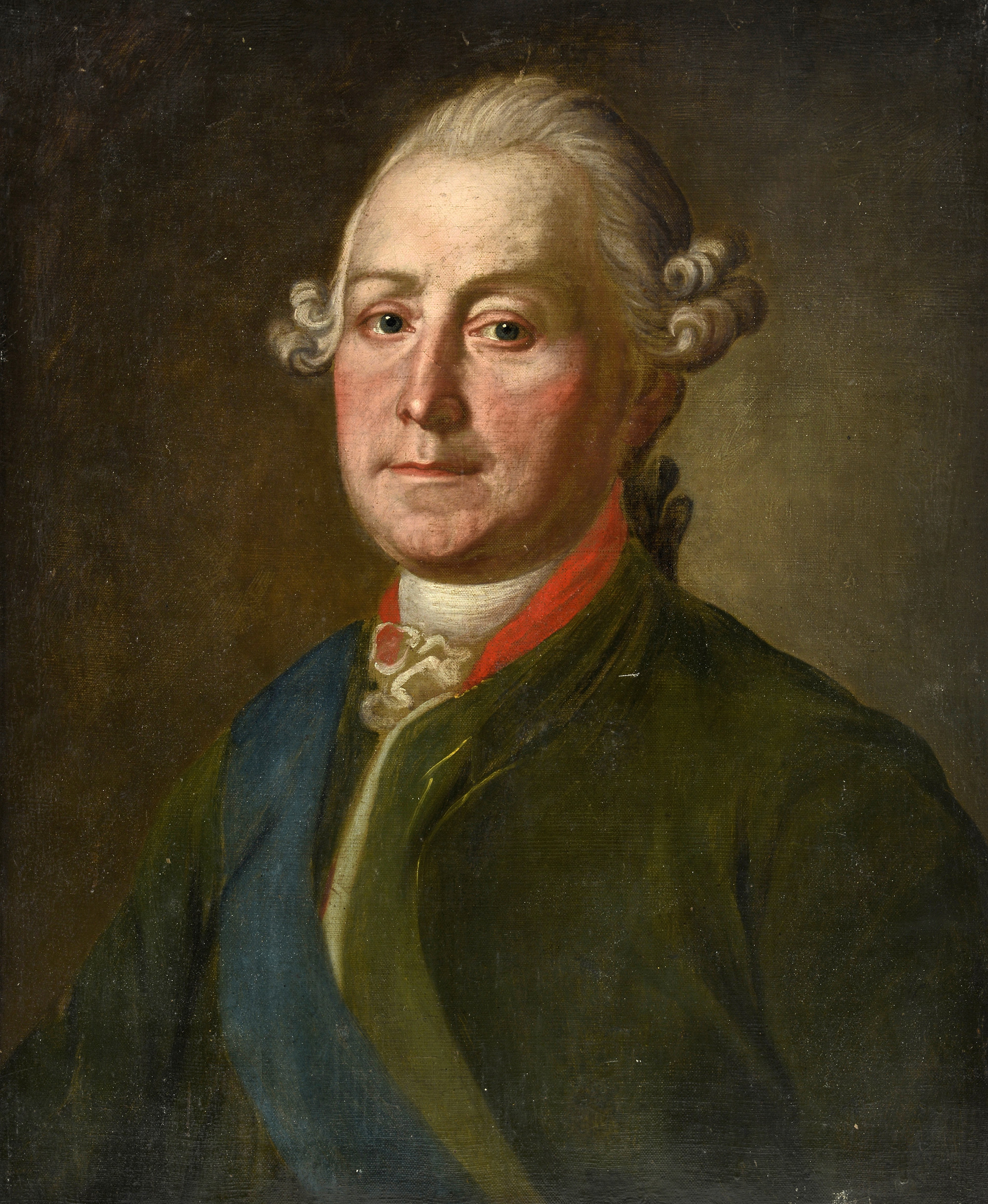
Lew Alexandrowitsch Naryschkin

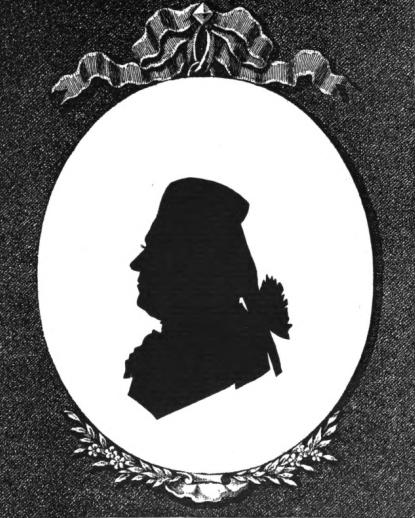
Lew Alexandrowitsch Naryschkin

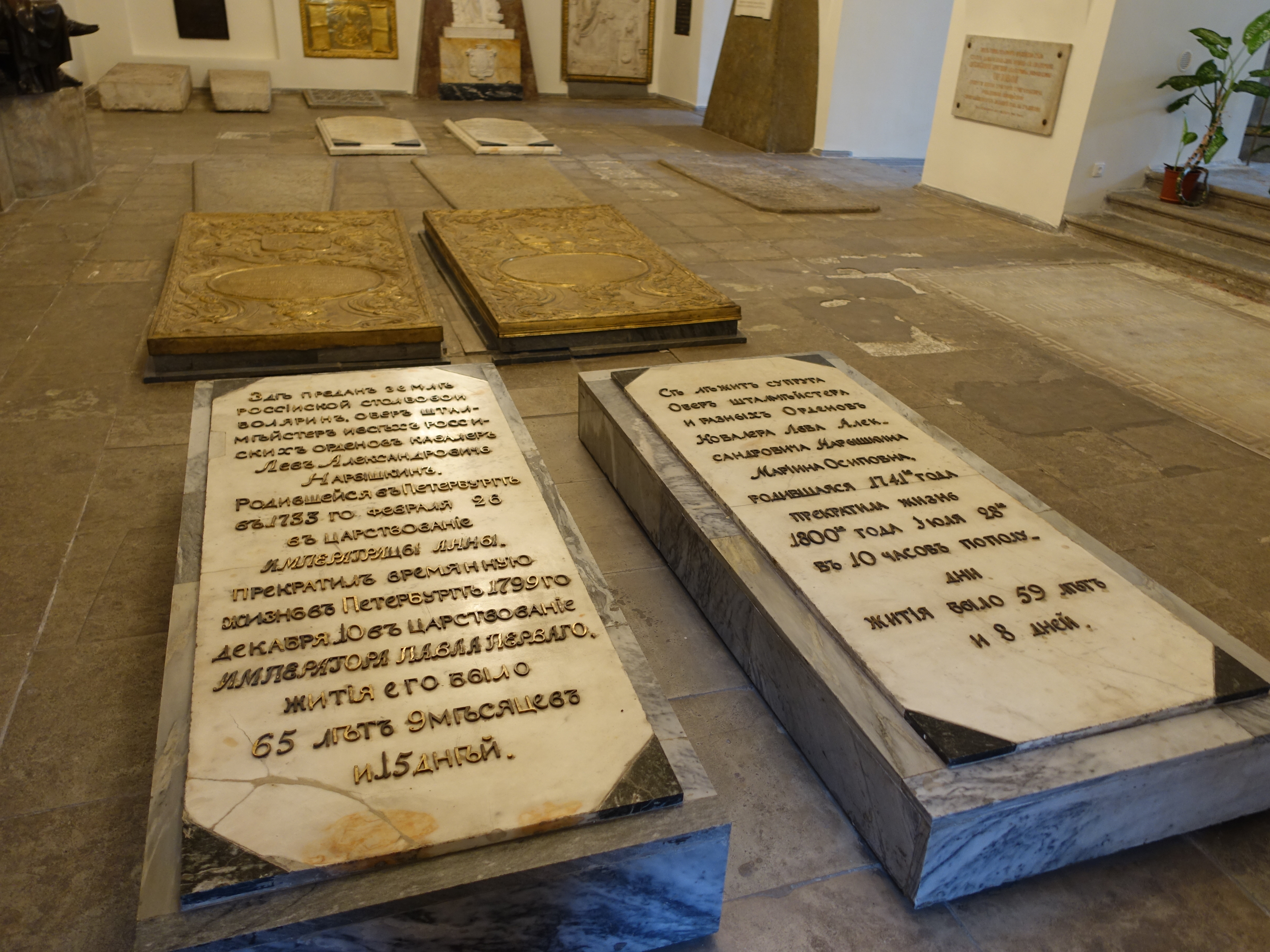
Grabstätte

Lew Alexandrowitsch Naryschkin (russisch Лев Александрович Нарышкин) (* 9. März 1733 in Sankt Petersburg; † 21. Dezember 1799 ebenda) war ein russischer Kammerherr, Generalleutnant und Oberstallmeister am Hof von Zar Peter III. und Zarin Katharina II.

## Leben
Er stammte aus der russischen Adelsfamilie Naryschkin. Seine Eltern waren der Geheimrat Alexander Lwowitsch Naryschkin (1694–1746), Sohn des Lew Kirillowitsch Naryschkin und die Hofdame Elena Alexandrowna Apraksina (1708–1767), Tochter des Grafen Alexander Petrowitsch Apraksin. Sein Vater war der Cousin des Zaren Peter I. Lew Alexandrowitsch Naryschkin erlangte 1751 die Stellung des Kammerherren des damaligen Großherzogs Peter und wurde sein Vertrauter. Ein Jahr vor seiner Entmachtung ernannte ihn der Zar 1761 zum Generalleutnant.
Nach der Thronbesteigung Katharinas II. fungierte Naryschkin als Oberstallmeister, der die Zarin bei Kutschfahrten begleitete. Er behielt dieses Amt bis zu seinem Tod. Katharina schrieb über ihren Günstling: «C’était un Arlequin né , et s’il n’eût été par sa naissance ce qu’il était, il aurait pu gagner sa vie...» 1766 reiste Naryschkin mit dem Großfürsten Paul nach Berlin und in den 1780er Jahren mit der Zarin nach Weißrussland und auf die Krim. Seit 1771 war er Mitglied der Freimaurerloge. Lew Alexandrowitsch Naryschkin starb 1799 in Sankt Petersburg und fand seine letzte Ruhestätte neben seiner Frau im Alexander-Newski-Kloster.

## Familie
Lew Alexandrowitsch Naryschkin war seit 1758 mit der Hofdame Marina Ossipowna Naryschkina (1741–1800) verheiratet. Sie war Tochter des Ossip Lukjanowitsch Sakrewski und der Anna Grigorjewna Rasumowskaja. Sein ältester Sohn war der russische Oberkammerherr Alexander Lwowitsch Naryschkin (1760–1826). Seine  Tochter Jekatarina Lwowna (1762–1820) heiratete den russischen Diplomaten Juri Alexandrowitsch Golowkin (1762–1846).

## Auszeichnungen
- Russischer Orden des Heiligen Andreas
- Russischer Orden der Heiligen Anna
- Russischer Alexander-Newski-Orden